# グリフィン家のウエディングノート
『グリフィン家のウエディングノート』（原題: The Big Wedding）は、2013年制作のアメリカ合衆国のコメディ映画。

## ストーリー
次男アレハンドロの結婚式のために、グリフィン家は10年ぶりに集まった。父親である奔放な性格の彫刻家ドンは、前妻のエリーと離婚した後、10年も愛人のビービーと暮らしており、実質今では彼女が一家の母親代わりになっていた。長女のライラはそんな父親を嫌っており、長男のジャレドは医師という立派な職に就きながら女性と上手く付き合えない等、家族はそれぞれ複雑な事情を抱えていた。
いよいよ結婚式間近となったある日、アレハンドロは思いもよらない問題に直面する。幼い頃グリフィン家に養子に入った彼には、超がつくほど保守的な思想を持った実の母親がおり、彼女に家族の複雑な関係を知られてしまうと、絶対結婚には賛成してくれそうになかったのだ。そこでアレハンドロはドンとエリーに、二人は今でも仲の良い夫婦だという演技を結婚式までの間してほしいと頼む。息子の幸せのため、渋々了承した二人だったが、これにより複雑だった家族関係は余計にこじれてしまうのだった。

## キャスト
※括弧内は日本語吹替
- ドン・グリフィン - ロバート・デ・ニーロ（樋浦勉）： 彫刻家。宗教嫌い。
- ライラ・グリフィン - キャサリン・ハイグル（岡寛恵）： ドンとエリーの娘。弁護士。
- エリー・グリフィン - ダイアン・キートン（一城みゆ希）： ドンの元妻。
- アレハンドロ・ソト・グリフィン - ベン・バーンズ（川原元幸）： ドンとエリーの養子。
- メリッサ（ミッシー）・オコナー - アマンダ・セイフライド（志田有彩）： アレハンドロの婚約者。
- ジャレド・グリフィン - トファー・グレイス（内田岳志）： ドンとエリーの息子。医師。29歳で童貞。
- ビービー・マクブライド - スーザン・サランドン（佐々木優子）： ドンの内縁の妻。エリーの親友。
- モナハン神父 - ロビン・ウィリアムズ（岩崎ひろし）： グリフィン家の友人。
- マフィン・オコナー - クリスティーン・エバーソール： メリッサの母。
- バリー・オコナー - デヴィッド・ラッシュ： メリッサの父。
- マドンナ・ソト - パトリシア・ラエ（英語版）： アレハンドロの実母。敬虔なクリスチャン。
- ヌリア・ソト - アナ・アヨラ（逢沢ゆりか）： アレハンドロの実妹。奔放。
- アンドリュー - カイル・ボーンハイマー： ライラの夫。別居中。
- ジェーン - メーガン・ケッチ（英語版）： ジャレドを狙っている看護師。